# Cytochroom-c-reductase
Cytochroom-c-reductase (voluit ook co-enzym Q—cytochoom c-oxidoreductase genoemd), beter bekend als Complex III, is een groot eiwitcomplex in de elektronentransportketen van mitochondriën. Het complex is essentieel voor de oxidatieve fosforylering, en komt voor in alle aerobe eukaryoten en vele bacteriën. Het complex katalyseert de reductie van elektronendrager co-enzym Q (ubichinon) en de oxidatie van cytochroom c. 
Cytochroom-c-reductase is een van de drie proton-pompende eiwitcomplexen in de ademhalingsketen. In totaal transporteert het complex vier protonen over het membraan. Het draagt dus in belangrijke mate bij aan het protonengradiënt. Een andere naam voor Complex III is het cytocroom bc1-complex.

## Structuur
Cytochroom-c-reductase is een groot eiwitcomplex dat in zoogdieren uit twee gelijk gevormde delen bestaat (een dimeer-eiwit). Elk deel is bij de mens opgebouwd uit 11 subunits. In lagere eukaryoten en bacteriën is het aantal subunits lager: proteobacteriën hebben slechts drie polypeptiden in hun complex. De functionele kern van Complex III bevat een ijzer-zwavelcluster (een ferredoxine) en drie cytochromen. Cytochromen zijn kleine eiwitten waarin een heemverbinding voorkomt, die gemakkelijk elektronen kan opnemen en afstaan binnen het complex.

## Functie en mechanisme

Het ene elektron van ubichinol (QH_{2}) gaat via een ijzer-zwavelcluster (FeS) en een heemgroep (c_{1}) naar cytochroom c. Het andere elektron wordt via cytochroom b terug-gecirculeerd in de ubichinon-pool.

Cytochroom-c-reductase heeft een relatief ingewikkeld katalysemechanisme. De twee elektronen uit ubichinol (gereduceerd ubichinon) gaan niet rechtstreeks over op cytochroom c, maar volgen verschillende routes; een van de elektronen gaat via een heemgroep naar cytochroom c aan het membraanoppervlak. Het andere elektron gaat terug naar een apart gebonden ubichinon-molecuul, dat daarbij één proton opneemt en in een radicaal verandert (ubisemichinon). Vervolgens bindt een tweede ubichinol aan Complex III. Eén elektron gaat wederom naar cytochroom c, de ander wordt geaccepteerd door ubisemichinon, dat als nieuwe ubichinol vrijkomt in het membraan. Door middel van deze redoxcyclus – de zogenaamde Q-cyclus – worden twee extra protonen over het membraan gepompt, vier in totaal.

## Zuurstofradicalen
Samen met Complex I is cytochroom-c-reductase een belangrijke bron van reactieve zuurstofradicalen in de cel. Reactieve zuurstofradicalen zijn in de belangstelling gekomen voor hun rol in neurodegeneratieve ziekten en veroudering. Superoxide kan ontstaan op de plek waar ubichinol aan Complex III bindt (de zogenaamde Q0 site) doordat een O2-molecuul onbedoeld reageert met ubisemichinon. Dit proces wordt versterkt door het gif antimycine A.